# Pere Quetglas i Nicolau
Pere Quetglas i Nicolau (Palma, 1952) és un filòleg, investigador i catedràtic especialitzat en filologia llatina.
El desembre de 2012 fou nomenat vicerector de Comunicació i Projecció de la Universitat de Barcelona, càrrec que va ocupar fins al 2016. Des del 2016 és membre numerari de la Secció Filològica de l'Institut d'Estudis Catalans.

## Trajectòria
Estudià Filologia Clàssica a la Universitat de Barcelona, on fou alumne de Joan Bastardas, amb qui es doctorà amb una tesi intitulada La modalidad factitiva en latín (1979; publicada el 1981). Com a investigador i catedràtic de Filologia llatina de la Universitat de Barcelona, les seves línies d'investigació se centren en la lingüística llatina, l'obra i la figura de Juli Cèsar i, més concretament, en la filologia llatina medieval. Com a lingüista Quetglas ha treballat en l'àmbit de la lingüística històrica, la lingüística estructural i la gramàtica transformacional, fent aportacions importants en el camp de la sintaxi i la gramàtica.
Actualment diregeix el projecte del Glossarium Mediae Latinitatis Cataloniae (GMLC), projecte de la Unió Acadèmica Internacional compartit entre l'IEC, la UB i el CSIC, en el qual, a més d'elaborar i publicar el corresponent diccionari, s'està desenvolupant el portal documental CODOLCAT (Corpus Documentale Latinum Cataloniae) que pretén posar a l'abast dels investigadors i interessats la documentació que serveix de base per a l'elaboració del GMLC. Quetglas forma part del comitè assessor de diverses col·leccions i revistes en les àrees de filologia llatina i de llatí medieval. Ha treballat en la producció literària alt medieval a Catalunya amb la introducció en el cànon d'autors com el comte bisbe Miró Bonfill de Girona o el jutge Ermengol Bernat d'Urgell, l'obra poètica dels quals s'ha ocupat d'estudiar i editar.

## Publicacions[1]
- Elementos básicos de filología y lingüística latinas (1985; 2a ed. 2006)
- Josep Balari i Jovany. Escrits filològics (1990)
- Cançoner de Ripoll (2009), en col·laboració amb J. Raventós,
- "El camino que lleva a Otogesa", a Julio César: textos, contextos y recepción. De la Roma Clásica al mundo actual (2010).
- «L'edició de textos medievals: problemes, recursos i solucions. El cas de les dobles edicions», en col·laboració amb Mercè Puig, dins Anuari de Filologia. Antiqua et Mediaevalia, núm. 4 (2014).
- La literatura furtiva (2017).